# 五界説
五界説（ごかいせつ、Five-Kingdom System）は、生物の分類体系のひとつで、生物全体を五つの界に分けるものである。特にロバート・ホイッタカーのものが有名で、非常に大きな影響を与え、現在でも標準として扱われることもある。ただし、既に古くなった考えであり、分類学の先端では認められることがない。

## 前史
生物の分類において、まずこれを動物と植物に分けるのはごく自然なものと考えられ、むしろ最初からこの二つを別の範疇として扱うことが多かった。ホイッタカーはこの点について、人間は陸上動物であり、その周囲の生物は根を張って光合成する植物と、運動して餌をとる動物にはっきりと区別される点にその理由を求めている。いずれにせよ、まず植物と動物の区別があり、その中での分類が進められた。やがてそれらをまとめて生物であるとの解釈が成立したことから、それらを分類体系における最高の階級としての界にまとめることが行われるようになった。
それぞれの界は分類学の進歩によって次第にそれぞれの内容が広がった。植物においては種子植物以外をすべて隠花植物に、動物では脊椎動物以外をすべて無脊椎動物にしてあったものが、それぞれ多くの門に分けられていったのは、並行的である。しかし、大型の生物に関しては、二界説が揺らぐことは少なかった。藻類やキノコが植物にまとめられることには抵抗が少なかった。
問題が明らかになったのは、いわゆる微生物、単細胞生物に関する知見が集まり始めたころからである。例えばミドリムシが有名であるが、葉緑体を持ち、光合成を行う植物的なものでありながら、同時に運動性がある動物的なものは多くの例があり、中には有機物を取り入れるものまであり、それらは動物とも植物ともつかない。このようなものは時には動物、時には植物と扱われ、言わば二重国籍を持っているように扱われたこともある。
また、細菌や藍藻類のような原核細胞の位置付けも問題となる。

## 界の見直しの歴史
このような問題を解決するために界の枠組みを変えることが考えられた。その最も古いものはジョン・ホッグによるもので、彼は界としてではないが、そのような下等なものをまとめてプロトクチスタ(Protoctista)と呼ぶことを提唱した(1860)。また、ヘッケルはそれらをプロチスタ界として区別することを提案した(1866)。
但し、この下等生物の界に含まれる生物の範囲に関しては、さまざまな違いがあった。最も狭く取った場合、そこには単細胞生物のみが含まれ、広く取った場合、多細胞であっても組織化の程度が低いものをも含めた。ヘッケルの場合、当初は海綿動物や菌類も含めたが、後に単細胞生物に範囲を狭めた。
原核生物に関しては、当初はそれが重要な問題とは認識されず、ヘッケルもそれらを彼のプロチスタ界に含めている。しかし、細胞内の構造、特に微細構造が明らかになるにつれてそれが極めて大きな差であると見なされるようになり、これを分けることが検討されるようになった。
もう一つの問題が菌類である。原生生物や原核生物を区別するとすれば、動物と植物の二元論にこだわる必要はない。また、菌類が藻類に起源を持つとの説もあったが、次第に認められなくなった。そのため、菌類を独立の生物群と見なす例が出てきた。あるいは、組織の形成が菌類では見られないことから、これをプロチスタ界に入れる例も出た。
たとえばコープランドは1938年以降何度か界の枠組みを発表したが、そこでは原核生物、プロトクチスタ、植物、動物の四界説が唱えられた。これに対してもさまざまな議論があった。

## ホイッタカーの説
ホイッタカーは、1969年の論文で、新しい枠組みについて提唱した。
ホイッタカーは上記のような流れを概括し、界の分類が混乱し、見直しが必要な状況であることを認めた。その上で、彼は栄養摂取の方法が生物の進化の方向を把握する上で重要であると述べた。栄養摂取は生物の生存にとって最も基本的な特徴であり、それ以外の形質はそれに合わせて変化するであろうからである。
ホイッタカーによると、動物と植物の特徴は、前者が摂食消化、後者が光合成による栄養摂取を行う。ホイッタカーは、この二つに加えて、菌類に見られる表面での吸収を第三の方向であると認めた。それらの進化は以下のような方向性を持つ。
- 光合成を行う植物は運動性を持たず、光合成を行う組織とそれを支え、水などを供給する組織の分化を促す。
- 摂食消化を行う動物は、移動して餌を探す生活を行い、それに伴って運動器官、感覚器官が発達する。
- 表面での栄養吸収を行う菌類は、餌となる基質の表面で固着してその表面に広がり、体表面を最大限にするため、細長い菌糸を発達させる。

この三つは生物進化における重要な方向であり、それぞれが、生産者、消費者、分解者と呼ばれる。これが植物界、動物界、それに菌界である。
また、ホイッタカーはコープランドの体系にも触れ、そこで菌類の方向性が無視されていることなどを批判した。その上で、彼自身の五界説を示している。おおよそは以下のようなものである。
モネラ界 Kingdom Monera
原核生物の細菌類及び藍藻類（当時はまだ古細菌は出ていない）
原生生物界 Kingdom Protista
真核の単細胞生物、あるいは単細胞の集団と見なせるような多細胞生物も含む。ミドリムシ・黄金色藻類、サカゲカビ・ネコブカビ類、胞子虫、動物性鞭毛虫、根足虫、繊毛虫など。
植物界 Kingdom Plantae
真核の多細胞生物で、細胞壁があり、光合成をする。組織は分化する。生活環は往々にして単相と複相が交代する世代交代がある。紅藻類、褐藻類、緑色植物。
菌界 Kingdom Fungi
真核の多細胞生物で、細胞壁はあって動かないが光合成は行わない。表面で吸収する形で栄養摂取する。菌体は下等な群では単相、高等なものでは二核相が主である。粘菌類、鞭毛菌、接合菌、子嚢菌、担子菌。
動物界 Kingdom Animalia
真核の多細胞生物で、細胞壁、光合成機能を欠く。栄養摂取は体内の空間での消化吸収による。組織の分化の程度は他の界よりはるかに高度で、感覚、運動、伝達の構造が発達する。単相の状態は生殖細胞以外ではほとんど見られない。中生動物、海綿動物、後生動物。

### その特徴
ホイッタカーの説の要点は、まず栄養摂取の方法を中心に置き、動物、植物、菌類の三つをその大きな方向として捉えたことであろう。その上で、まず原核生物と真核生物を分け、よく発達したものをそれぞれ動物界、植物界、菌界としてまとめた。しかし、組織化の程度の低いものについては、やはりこれをこのような方向だけで区切ることができなかった。そこでやむなくこれをまとめてプロチスタ界とした感がある。その意味では、この区分は妥協の産物である。
ホイッタカー自身も、たとえば緑藻類では単細胞から多細胞まで、ほぼ連続した体制のものがあることなどで、プロチスタと上級の群との境目の問題があること、またこのような発展段階で区切ったために上級の界が多系統となっている点などを挙げて問題点として認めている。

## 評価と影響
このように、さまざまな問題はあるものの、これまでの界の区分の問題をさらえた上でのこの体系は、旧来の二界説の残渣を洗い落とし、新たな生物の枠組みを提示したものとして受け入れられた。
当然ながら批判や対案は出されたが、基本的にはこの枠組みは認められたというべきだろう。たとえばリン・マーギュリスらは独自に五界説を提唱しているが、その内容としては分類群の出入りはあるものの、大筋ではホイッタカーのものとさほど変わらない。現在広く認められている五界の体系は、このような複数の手になるものであり、マーギュリスの名を冠する場合もあるが、ホイッタカーの名を添えることが多い。
いずれにせよ、五界説は新たな生物世界の分類体系として、広く認められるに至った。2011年現在においても、高校理科生物ではこの説を基本としている。

## 新しい波
ただし、現在においてこの説が認められているのは教育界くらいである。実際には二十世期末の大きな波が状況を完全に書き換えてしまった。電子顕微鏡による微細構造の研究は微生物分野の理解を大きく広げ、分子遺伝学の進歩は遺伝子から系統を読み出す方法を提供した。さらにコンピュータの進歩がそれらを利用した分岐分類学を実用化した。それらの結果は大きい。
一つは古細菌の発見であり、またそれと真正細菌、真核生物の間の差が想像以上に大きいことが分かったことである。そのため、元来は真核生物内部の最大の区分であった界より上の階級を考えざるを得なくなった。これがドメインである。
分子遺伝学的研究は、プロチスタの中の多様性が想像以上に大きいことを明らかにし、植物というくくりが成立し難くなった。また、細胞内共生の想像以上の広がりが発見された。それを反映するため、トーマス・キャバリエ＝スミスの八界説なども出たが、すぐに変更を迫られることとなり、界という階級そのものが使われなくなりつつある。